# Wang Shih-hsien
Wang Shih-hsien (chinês:  王識賢; pinyin: Wáng Shíxián; Pe̍h-ōe-jī: Ông Sek-hiân; nascido em 11 de fevereiro de 1968) é um cantor e ator taiwanês.

## Carreira
Como cantor, Wang ganhou o prêmio de Melhor Artista de Língua Taiwanesa no 16º Golden Melody Awards. Wang foi indicado várias vezes, incluindo em 2008 e 2011, quando perdeu para Sodagreen e Huang Wen-hsing, respectivamente.
Wang estrelou Báng-kah de Niu Chen-zer e também apareceu nas séries de televisão The Unforgettable Memory, The Spirits of Love e Night Market Life.

## Vida pessoal
Wang é casado e tem dois filhos.

## Discografia
| Ano  | Título em inglês | Título original | Notas |
| ---- | ---------------- | --------------- | ----- |
| 1989 |                  | 初戀海          |       |
| 1990 |                  | 浪子悲歌        |       |
| 1991 |                  | 全部的愛        |       |
| 1992 |                  | 離開            |       |
| 1993 |                  | 我甲別人不同款  |       |
| 1995 |                  | 啊！傷心的話    |       |
| 1996 |                  | 酒醉的恰恰      |       |
| 1998 |                  | 只要你越頭      |       |
| 2000 |                  | 難分難離        |       |
| 2001 |                  | 愛到無命不知驚  |       |
| 2002 |                  | 命中注定        |       |
| 2003 |                  | 一片天          |       |
| 2004 |                  | 情難忘          |       |
| 2005 |                  | 男人淚          |       |
| 2006 |                  | 愛你一千一萬年  |       |
| 2007 |                  | 堅強            |       |
| 2009 |                  | 醉中沙          |       |
| 2009 | 足步天下         |                 |       |
| 2010 |                  | 傷心手指        |       |
| 2010 | 玄武英雄         |                 |       |
| 2012 |                  | 一起去幸福      |       |

## Filmografia

### Cinema
| Ano  | Título                      | Título original  | Personagem         | Notas |
| ---- | --------------------------- | ---------------- | ------------------ | ----- |
| 1997 | Mei li zai chang ge         | 美麗在唱歌       | Padeiro            |       |
| 2010 | Báng-kah                    | 艋舺             | Wim-kian           |       |
| 2012 | Wo De Gou Dou Dou           | 我的狗蚪蚪       | Ah Ming            |       |
| 2014 | Ni zhuan sheng              | 逆轉勝           | Hsu Che-Yung       |       |
| 2015 | Nian nian                   | 念念             | Treinador de boxe  |       |
| 2018 | Jiao tou 2: Wang zhe zai qi | 角頭2：王者再起  | Ren                |       |
| 2019 | The Paradise                | 樂園             | Wallace            |       |
| 2020 | Your Name Engraved Herein   | 刻在你心底的名字 | Birdy (meia-idade) |       |

### Séries de televisão
| Ano       | Título em inglês                         | Título original    | Personagem      | Notas |
| --------- | ---------------------------------------- | ------------------ | --------------- | ----- |
| 2004      | The Unforgettable Memory                 | 意難忘             | Wang Shengtian  |       |
| 2005      | Life is Beautiful                        | 美麗人生           | Du Jiaqi        |       |
| 2006      | The Spirits of Love                      | 愛                 | Fang Shixian    |       |
| 2009      | Night Market Life                        | 夜市人生           | Li Youzhi       |       |
| 2015      | Crime Scene Investigation Center／i Hero | C.S.I.C.鑑識英雄   | Lin Sir         |       |
| 2015      | Taste of Life                            | 甘味人生           | Zhao Xinda      |       |
| 2019      | CSIC 2 / i Hero 2                        | 鑑識英雄II正義之戰 | Lin Sir         |       |
| 2019      | Dream Raider                             | 獵夢特工           | Chen Tienli     |       |
| 2020–2024 | The Victims' Game                        | 誰是被害者         | Chao Cheng-Kuan |       |
| 2023      | Uncle                                    | 阿叔               | Wang Wenchin    |       |
| 2023      | Dr. Lifesaver                            | 生命捕手           | Du Lesheng      |       |
| 2024      | Dr. Lifesaver 2                          | 生命捕手2          | Du Lesheng      |       |